# Radzik Kuliyeu
Radzik Kuliyeu –en bielorruso, Радзік Куліеў; en ruso, Радик Кулиев, Radik Kuliyev– (10 de julio de 1992) es un deportista bielorruso que compite en lucha grecorromana.
Ganó una medalla de plata en el Campeonato Mundial de Lucha de 2017 y dos medallas de plata en el Campeonato Europeo de Lucha, en los años 2017 y 2021.

## Palmarés internacional
| Campeonato Mundial | Campeonato Mundial | Campeonato Mundial | Campeonato Mundial |
| Año                | Lugar              | Medalla            | Categoría          |
| ------------------ | ------------------ | ------------------ | ------------------ |
| 2017               | París (Francia)    | Medalla de plata   | 80 kg              |
| Campeonato Europeo |                    |                    |                    |
| Año                | Lugar              | Medalla            | Categoría          |
| 2017               | Novi Sad (Serbia)  | Medalla de plata   | 80 kg              |
| 2021               | Varsovia (Polonia) | Medalla de plata   | 82 kg              |